# Csúfok (film)
A Csúfok (eredeti cím: Uglies) 2024-es amerikai sci-fi filmdráma, amelyet Jacob Forman, Vanessa Taylor és Whit Anderson forgatókönyvből McG rendezett, Scott Westerfeld azonos című regénye alapján. A főbb szerepekben Joey King, Keith Powers, Chase Stokes, Brianne Tju, Jan Luis Castellanos, Charmie Lee és Laverne Cox látható.
A Netflix 2024. szeptember 13-án mutatta be.

## Cselekmény
A jövőben a világ az összes természeti erőforrás kimerülése után káoszba süllyedt. Az emberiség életben tartása érdekében a tudósok először is genetikailag módosított orchideákat hoznak létre, amelyek új energiaforrást jelentenek, másodszor pedig egy sebészeti eljárást, amellyel az embereket megszépítik; így mindenki tökéletessége nem fog további káoszt okozni. A műtétet 16 éves korukban végzik el a "csúfokon", mielőtt beengednék őket a városba, ahol az ünneplés zajlik.
Tally és legjobb barátja, Peris is csúf, de mivel Peris 3 hónappal idősebb, ő megy el előbb a műtétre. Megígéri Tallynak, hogy ugyanaz a személy marad, és hogy még találkoznak. Amikor azonban Tally elszökik hozzá, megdöbben a férfi kinézetén, és a más személyiségén. Miután megszökik Wardonéktól, és visszatér a csúfok kollégiumába, összebarátkozik Shayjel, egy lázadó csúffal, aki a "füstről", a szabadság és a természet földjéről prédikál. Shay elmondja Tallynak, hogy a füst létezik, és a vezetőjük, David is. Meghívja Tallyt, hogy csatlakozzon hozzá, és hagyja ki a műtétet, de Tally fél ettől, és nem megy vele. A 16. születésnapján megtagadják tőle a műtétet, amíg el nem mondja Dr. Cable-nek, az operációk vezetőjének, hogy hol van Shay. Elmondja neki, hogy David veszélyes, és bántani fogja Shayt, és hogy fegyvert is épít. Tallyt kémként a Füstbe küldik, újra találkozik Shayjel, és találkozik Daviddel.
Ahogy a lány kezd közelebb kerülni Davidhez, a férfi és a családja felfedi az igazságot a műtétekkel kapcsolatban: korlátozzák az emberi agy kapacitását, hogy a szépek könnyen irányíthatók legyenek. Kevesek kapnak gyógymódot, hogy az egész tervet körülvevő tudósok legyenek, akik David szülei voltak, amíg rá nem jöttek az igazságra, és el nem menekültek. Azóta ők maguk dolgoznak a gyógymód kifejlesztésén. Tally azt is megtudja, hogy az orchidea energiaforrás mérgező a természetre, és ezért A füst lázadók felgyújtották és kiirtják ezeket. Tally és Daniel megosztanak egy közös pillanatot, és a lány a tűzbe dobja a nyomkövetőjét, miután megtagadta a rendszert.
A nyomkövetője még mindig jelzi Dr. Cable-t, aki csapatokkal érkezik, hogy összeterelje a lázadókat. Miután Peris, akit úgy alakítottak át, hogy szinte legyőzhetetlen katonává váljon, megöli David apját, kiderül, hogy áruló. Ő és David megszöknek, és a nő meggyőzi a férfit, hogy vigye magával az elfogott lázadók kiszabadítására. Megérkezésükkor mindenkit kiszabadítanak, kivéve Shayt, aki már átesett a beavatkozáson. Teljesen megváltozott, és megfeledkezve korábbi életéről, a lázadókkal együtt biztonságos helyre viszik, miután David anyja ellopja a gyógymód utolsó darabját. Mégsem akarja beadni a gyógymódot Shayen, mivel Shay nem akarja. Tally önként jelentkezik a műtétre és a gyógymód kipróbálására, és elmondja, hogy nem hagyja, hogy megváltoztassa a műtét az igazság iránti vágyát. Elbúcsúzik Danieltől és a barátaitól.
A film végén a városban élő szép Tallyt látjuk, de azt is megmutatja, hogy betartotta az ígéretét, és nem lett agymosott, miután a műtét után sem változik gyermekkori sebhelye.

## Szereplők
| Szerep           | Színész                        | Magyar hang     |
| ---------------- | ------------------------------ | --------------- |
| Tally Youngblood | Joey King                      | Staub Viktória  |
| Tally Youngblood | Sarah Vattano (fiatalon)       | Rostás Luca     |
| Shay             | Brianne Tju                    | Nagy Blanka     |
| David            | Keith Powers                   | Gacsal Ádám     |
| Peris            | Chase Stokes                   | Hám Bertalan    |
| Peris            | Ashton Essex Bright (fiatalon) | Rostás Ábel     |
| Dr. Cable        | Laverne Cox                    | Kocsis Mariann  |
| Maddy            | Charmie Lee                    | Kubik Anna      |
| Az               | Jay DeVon Johnson              | Törköly Levente |
| Croy             | Jan Luis Castellanos           | Penke Bence     |

### Magyar változat
- Magyar szöveg: Dittrich-Varga Fruzsina
- Hangmérnök: Böhm Gergely
- Vágó: Baltazár Boldizsár
- Gyártásvezető: Újréti Zsuzsa
- Szinkronrendező: Csere Ágnes
- Produkciós vezető: Haramia Judit

A szinkront az Iyuno Hungary készítette el.

## A film készítése
2006-ban bejelentették, hogy játékfilmes adaptáció készül, miután a 20th Century Studios megvásárolta a regény filmes jogait, amelynek producere John Davis lett. 2020 szeptemberében a projekt fejlesztése újraindult, és Joey King leszerződött Tally Youngblood főszerepére, valamint a film vezető producereként is közreműködött. 
McG vállalta a rendezést, míg a forgatókönyv megírására Krista Vernoffot szerződtették. John Davis, Jordan Davis, Robyn Meisinger, Dan Spilo, McG és Mary Viola voltak a producerek. A projekt a Davis Entertainment Company, az Anonymous Content, az Industry Entertainment és a Wonderland Sound and Vision közös produkciója. Még abban az évben Keith Powers, Brianne Tju, Chase Stokes és Laverne Cox csatlakozott a szereplőgárdához. 2022 februárjában King elárulta, hogy a forgatás befejeződött, és 2021 decemberében lezajlott Atlantában.